# 6 Baza Lotnicza
6 Baza Lotnicza – baza lotnicza w Dęblinie, funkcjonująca w latach 1994-2010. JW 3823.

## Historia
6 Bazę Lotniczą sformowano 6 grudnia 1994 roku na bazie 4 Pułku Zabezpieczenia. Jednostka została podporządkowana Dowództwu WSO SP. Jednakże, z dniem 17 grudnia 2008 roku bazę podporządkowano 4. Skrzydłu Lotnictwa Szkolnego. W roku 2000 jednostka otrzymała sztandar.
Rozformowanie bazy nastąpiło 31 grudnia 2010 roku. Na jej bazie sformowano 41. Bazę Lotnictwa Szkolnego.

## Dowódcy
- płk dr Andrzej Szmania (grudzień 1994 – grudzień 1996)
- płk naw. dr Aleksander Garbacz (grudzień 1996 – luty 1998)
- płk dypl. Ryszard Rybczyński (luty 1998 – maj 2002)
- płk dypl. pil. Stanisław Wesołowski (maj 2002 – styczeń 2006)
- płk mgr inż. Zbigniew Zaręba (styczeń 2006 – listopad 2007)
- płk naw. mgr Bogumił Znojek (listopad 2007 – 8 listopada 2010)
- cz. p.o. mjr mgr inż. Grzegorz Skorek (8 listopada 2010 – do rozformowania)